# Zana El Beida
Zanat El Beida là một thị trấn thuộc tỉnh Batna, Algérie. Dân số thời điểm năm 2002 là 9.265 người.